# Scaramouche (1923)
Scaramouche ist ein US-amerikanischer Stummfilm aus dem Jahre 1923 mit Ramón Novarro in der Titelrolle.

## Handlung
Frankreich 1789, am Vorabend der Revolution. André Moreau studiert gerade Jura, als die Volksseele kocht. Seine Sympathien gehören den Entrechteten und Unterdrückten, die die Zustände unter dem absoluten Monarchen Ludwig XVI. radikal ändern wollen. Eines Tages kommt es zu einer scharf geführten Auseinandersetzung mit dem mächtigen, hartleibigen und arroganten Marquis de la Tour d’Azyr, der vehement die herrschenden Zustände verteidigt und keinerlei Änderungen am Royalismus zulassen will. Als der Marquis Andrés Freund Philippe de Vilmorin, einen Kämpfer für die Erneuerungen, im Degenduell tötet, schwört André Rache für die Bluttat, zumal ihm die Staatsmacht nicht helfen will, den Marquis zu verhaften. Auch privat steht der Edelmann André im Weg. Während er sich in die schöne Aline de Kercadiou verliebt hat, orientiert diese sich lieber an dem Marquis, der ihr größere gesellschaftliche Anerkennung und wirtschaftliche Sicherheit bietet.
André schließt sich daraufhin einer Zirkustruppe an, erlernt die Fechtkunst und versteckt sich fortan hinter einer Maske. Er nennt sich in dieser Maskerade Scaramouche – ein Clown, der mit spitzer Zunge verbal gegen die Obrigkeit austeilt. Seine kecke Wortgewalt und sein schneidiger Fechtstil ziehen rasch die Aufmerksamkeit auf sich. Scaramouche wird der Intimfeind der Herrschenden, vor allem aber legt er sich mit dem Marquis an, der Aline zu betrügen scheint. Jedenfalls entdeckt Aline ihn mit der hübschen Climène in einer Kutsche poussieren. Sie ist nicht nur die Tochter des Wanderzirkusdirektors, für den André-Louis als Clown Scaramouche seine bissigen Scherze macht, sondern auch noch seine Verlobte. Wegen seines Engagements wird André zudem als Abgeordneter der Generalstände berufen und legt sich mit den dortigen Vertretern des Adels an.
Aline, die sich bislang Andrés Avancen erwehrt hat, verlässt ihren ganz offensichtlich untreuen Marquis und wendet sich Scaramouche zu. Beide verlieben sich ineinander. Vor dem Hintergrund des Sturzes von Ludwig XVI. am 10. August 1792 und den darauf folgenden revolutionären Aufständen in den Pariser Straßen, beginnen Moreau und der Marquis ihre Klingen zu kreuzen. Scaramouche ist in seinen Fechtkünsten de la Tour überlegen und verwundet ihn. Unter dramatischen Umständen muss André, der seinem Vater bisher nie begegnet war, erfahren, dass ausgerechnet der Marquis sein Erzeuger ist. Als sich de la Tour dem aufständischen Mob auf den Straßen stellt, kommt er dabei ums Leben. André, seine Mutter und Aline verlassen im allgemeinen Getümmel Paris.

## Produktionsnotizen
Scaramouche lief am 15. September 1923 in den USA an. Die deutsche Premiere war Anfang 1925, die österreichische am 27. März 1925. Die in Wien gezeigte Fassung entsprach etwa einer Länge von 100 Minuten.
Die Produktionskosten lagen bei geschätzten 853.723 $

## Kritik
Wiens Neue Freie Presse berichtete in ihrer Ausgabe vom 3. Februar 1925: "Auf höherer Stufe einer Anzahl anderer solcher Revolutionsfilme steht „Scaramouche“, dessen Manuskript bereits über die gewohnte Liebesgeschichte hinausgreift und dessen Regie uneingeschränkten Lobes wert ist. Das Hauptinteresse konzentriert sich auf André Moreau, für dessen Darstellung Ramon Novarro nicht allein sein jugendliches, edel-schönes Äußere mitbringt; ihm eignet auch noch überzeugend-kraftvolles Spiel. (…) Auf der andern Seite ist Lewis Stone ein guter Porträtist des Marquis de la Tour, Vertreter des skrupellos übermütigen Ancien Régime."
Paimann’s Filmlisten resümierte: „Das Hervorstechendste ist die großzügige Aufmachung dieses Bildes, seine imposanten Massenszenen und auch die vorzügliche Darstellung sämtlicher Rollen durch ein sorgfältig gewähltes Ensemble. Das Sujet ist dramatisch wirksam und bis zum Ende spannend gearbeitet. Die Photographie hält sich in jeder Hinsicht auf beachtenswerter Höhe.“